# Universität Potsdam
Universität Potsdam (pol. Uniwersytet Poczdamski) – niemiecka, publiczna uczelnia z siedzibą w Poczdamie, która została założona w 1991 roku. Jest to największa uczelnia w Poczdamie oraz w kraju związkowym Brandenburgia. Budynki uniwersytetu znajdują się w 3 kompleksach:
- Kompleks I: Am Neuen Palais – centralny kampus, znajdujący się w pobliżu Parku Sanssouci
- Kompleks II: Golm – budynki wydziałów matematyczno-przyrodniczych oraz humanistycznych
- Kompleks III: Babelsberg nad jeziorem Griebnitzsee – budynki wydziałów prawa, ekonomii oraz nauk społecznych.